# Jodzina
Jodzina (en biélorusse : Жодзiна, en alphabet lacinka : Žodzina) ou Jodino (en russe : Жодино) est une ville de la voblast de Minsk, en Biélorussie. Sa population s’élevait à 64 303 habitants en 2017.

## Géographie
Jodzina est située à 56 km au nord-est de Minsk.

## Histoire
Un village nommé Jodzina fut créé en 1643 par Bahouslaou Radziwill. Il est mentionné pour la première fois en 1688. Le village, qui appartenait alors à la voïvodie de Minsk, sur la rivière Padchodsinka, était un fief de la famille noble des Radziwill jusqu'en 1793, date de son rattachement à la Russie à l'occasion de la deuxième partition de la Pologne. Depuis la construction du chemin de fer Moscou – Brest en 1871, la ville a sa propre gare.
À partir de 1924, le village fait partie du raïon de Smolevytchy. Au cours de la construction de l'usine de camions BelAZ, Jodzina fusionne le 21 janvier 1958 avec les villages de Saretchtcha et Krouchynki et l'usine ouvre la même année. Jodino a le statut de ville depuis 1963.
Le monument aux morts de la Grande Guerre patriotique de 1941-1945 est un des points intéressants de la ville. La statue monumentale représente une mère, A. Kouprianava, et ses cinq fils, qui donnèrent tous leur vie pour la patrie. Un des fils a été honoré du titre de héros de l'Union soviétique.

## Population
Recensements (*) ou estimations de la population :
| 1959* | 1970*  | 1979*  | 1989*  | 1999*  | 2009*  |
| ----- | ------ | ------ | ------ | ------ | ------ |
| 6 591 | 22 083 | 33 958 | 54 565 | 59 324 | 61 724 |

| 2012   | 2013   | 2014   | 2015   | 2016   | 2017   |
| ------ | ------ | ------ | ------ | ------ | ------ |
| 62 432 | 62 696 | 63 157 | 63 560 | 63 888 | 64 303 |

## Économie
L'usine automobile BelAZ emploie 11 000 salariés, soit le sixième de la population de la ville. Créée lors de la reconstruction de la Biélorussie, après la Seconde Guerre mondiale, elle est à l'origine même de Jodzina. BelAZ fabrique des camions, des engins de chantier et autres véhicules.
L'usine Svitanak est la deuxième entreprise de la ville et produit des vêtements, exportés vers les autres pays européens.

## Prison
La ville comporte une prison, ouverte en 1992.

## Jumelages
La ville est jumelée à :
- Vénissieux (France)
- Jeleznogorsk (Russie)
- Mytichtchi (Russie)
- Kryvyï Rih  (Ukraine), 2018-2022